# Pommersche Bucht – Rönnebank

Karte der Naturschutzgebiete in der deutschen ausschließlichen Wirtschaftszone, das NSG Pommersche Bucht – Rönnebank liegt ganz im Osten (rechts)

Die Pommersche Bucht – Rönnebank ist ein Naturschutzgebiet im Bereich der deutschen ausschließlichen Wirtschaftszone und des Festlandsockels in der Ostsee. Das Naturschutzgebiet ist Teil des zusammenhängenden europäischen ökologischen Netzes Natura 2000 und vereint die FFH-Gebiete Westliche Rönnebank, Adlergrund, Pommersche Bucht mit Oderbank und das Vogelschutzgebiet Pommersche Bucht.

## Naturschutzgebiet

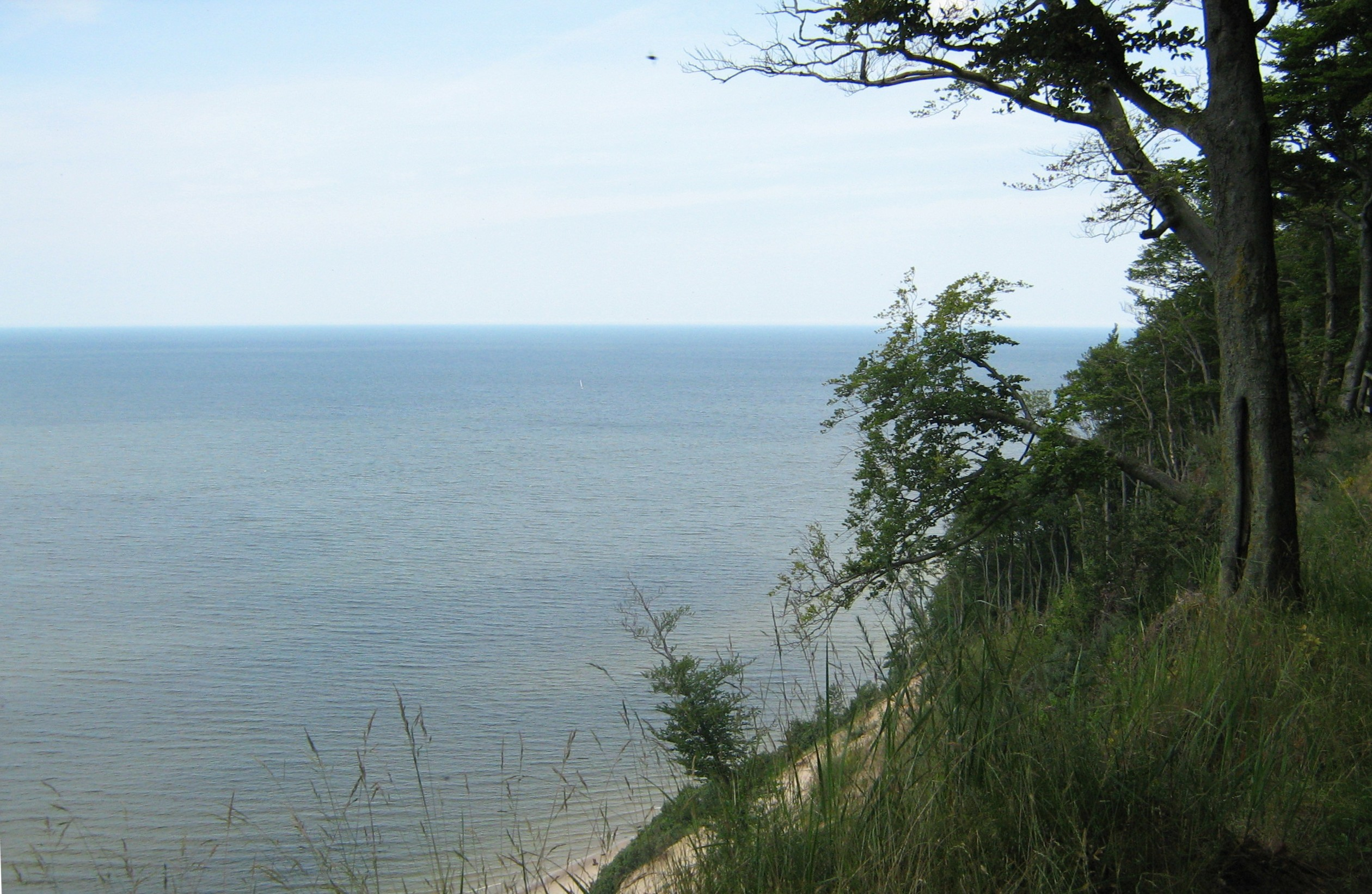
Pommersche Bucht

Das Naturschutzgebiet wurde mit Verordnung zum 28. September 2017 ausgewiesen. Es hat eine Fläche von 209.200 Hektar und liegt östlich der Insel Rügen. Das Schutzgebiet reicht vom Nordrand des Adlergrundes südlich der Arkonasee bis zur seewärtigen Grenze des deutschen Küstenmeeres nördlich der Odermündung und umfasst die Oderbank als zentrale morphologische Struktur der Pommerschen Bucht. Im Norden trennen die Endmoränen der Rönnebank mit dem Adlergrund das Gebiet vom Arkonabecken.
Das Naturschutzgebiet reicht vom Nordrand des Adlergrundes südöstlich des Arkonabeckens entlang der Außengrenze der deutschen ausschließlichen Wirtschaftszone mit denen des Königreichs Dänemark und der Republik Polen bis zur Grenze des deutschen Küstenmeeres. Im Süden befindet sich die Nordansteuerung bzw. Außenreede des polnischen Hafens Swinemünde. Hier gibt es zwischen Deutschland und Polen unterschiedliche Rechtsauffassungen. Polen akzeptiert in diesem Bereich die Unterschutzstellung nicht.

## FFH-Gebiet Westliche Rönnebank
Das Fauna-Flora-Habitat-Gebiet Westliche Rönnebank ist unter der Nummer 1249-301 registriert und 8.601 Hektar groß. Der Standarddatenbogen beschreibt das Gebiet als: Die westliche Rönnebank ist der landseitig nächste Ausläufer der Rönnebank in der ausschließlichen Wirtschaftszone mit dem geschützten Lebensraumtyp Riff. Geschützte Anhang-II-Art ist der Schweinswal.

## FFH-Gebiet Adlergrund
Das Fauna-Flora-Habitat-Gebiet Adlergrund ist unter der Nummer 1251-301 registriert und 23.397 Hektar groß. Der Adlergrund liegt zwischen Rügen und Bornholm.
Geschützt werden die Lebensraumtypen: überspülte Sandbänke und Riffe mit Makrophyten in den Flachwassergebieten und großflächigen Miesmuschelbänken bis in 25 m Tiefe.
Geschützt werden die Anhang-II-Arten: Kegelrobbe, und Schweinswal.

## FFH-Gebiet Pommersche Bucht mit Oderbank
Das Fauna-Flora-Habitat-Gebiet Pommersche Bucht mit Oderbank ist unter der Nummer 1652-301 registriert und 110.115 Hektar groß. Der Standarddatenbogen beschreibt das Gebiet als: Zentrale Pommersche Bucht, umfasst vollständig den deutschen Teil der Oderbank mit herausragender ökologischer Funktion für Fische, Vögel und Schweinswale (großer Teil der besonders gefährdeten östlichen Population der Schweinswale in der Ostsee).
Geschützt wird der Lebensraumtyp: überspülte Sandbänke
Geschützt werden die Anhang-II-Arten: Schweinswal, Baltischer Stör, Europäischer Stör und Finte (Fisch).

## Vogelschutzgebiet Pommersche Bucht
Das Vogelschutzgebiet SPA Pommersche Bucht ist unter der Nummer 1552-401 registriert und 200.417 Hektar groß. Der Standarddatenbogen beschreibt das Vogelschutzgebiet als: Flachwassergebiet, das den deutschen Teil der Oderbank und des Adlergrundes vollständig umfasst, mit herausragender ökologischer Funktion für Vögel.
Geschützt werden die Anhang-I-Arten: Prachttaucher, Sterntaucher, Zwergmöwe und Ohrentaucher.
Geschützt werden die Zugvögel: Tordalk, Gryllteiste, Eisente, Silbermöwe, Sturmmöwe, Heringsmöwe, Mantelmöwe, Lachmöwe, Samtente, Trauerente, Kormoran, Haubentaucher, Rothalstaucher, Eiderente und Trottellumme.
Das gleichnamige ehemalige, zum 24. September 2005 ausgewiesene Naturschutzgebiet Pommersche Bucht war 200.938 Hektar groß und ging zum 28. September 2017 in dem neu ausgewiesenen Naturschutzgebiet Pommersche Bucht – Rönnebank auf.